# 3e division marocaine
La 3e division marocaine (3e DM) est une grande unité de l'Armée française, stationnée au Maroc pendant la Seconde Guerre mondiale.

## Création et différentes dénominations
La division est créée à la mobilisation de 1939. Elle est chargée de défendre le Nord du protectorat français au Maroc.
L’appellation 3e division marocaine est supprimée le 1er mai 1940 mais les troupes la constituant conservent leur mission.

## Chefs de corps
- 1939 - 1940: général Mordacq

## Composition
- 21e régiment de zouaves
- 3e régiment étranger d'infanterie
- 8e régiment de tirailleurs sénégalais
- 63e régiment d'artillerie d'Afrique
- 89e groupe de reconnaissance de division d'infanterie[3]